# Verliebt in Berlin

Verliebt in Berlin é uma telenovela alemã composta por 645 capítulos e duas temporadas. A novela estreou no dia 28 Fevereiro de 2005 e seu último capítulo foi exibido no dia 12 Outubro de 2007. A novela é a versão alemã da telenovela colombiana Betty, A Feia.
Foi Produzida pela UFA Grundy TV Produktions GmbH em cooperação com a Phoenix Film Karlheinz Brunnemann GmbH & Co. KG Produktionsé. Exportada para mais de 10 países, a novela na Alemanha foi originalmente ao ar pelo canal Sat.1 de Segunda a Sexta-feira sempre às 19:15.

## História

### Primeira temporada

David, Mariella e Lisa na primeira temporada da novela.

Elisabeth "Lisa" Plenske é uma modesta jovem de 24 anos, esforçada, romântica,muito inteligente, mas tem um "problema", ela também é feia. Ela vive na vila de Göberitz, em Berlin, com os pais. 
Lisa esta a procura de trabalho, quando vê uma oportunidade de trabalhar como assistente da Presidência na "Kerima Moda" uma das empresas de moda mais conceituadas e importantes da Europa. Mas o posto lhe é recusado, não por causa de falta de qualificações, mas sobretudo por causa de sua aparência inadequada para o mundo da moda. De qualquer forma, inicialmente ela consegue ser contratada como empregada na empresa, mas como garçonete para servir durante um grande evento onde ocorrerá a troca de presidente da Kerima Moda.
Na noite do grande evento, ela salva a vida de seu patrão, e obtém a colocação de assistente da presidência que tanto desejava.
O novo presidente da empresa é David Seidel,ele é filho do dono e antigo presidente "Frederich Seidel". David é noivo da rica,fina e mimada Mariella.
Para Lisa o início na função é difícil, sendo maltratada por quase todos na empresa e pelo patrão, que no começo é egoista, e apesar de ser comprometido é um conquistador e mulherengo.
O grande amigo de Lisa na historia, se chama Jürgen Decker, ele é um velho amigo da escola e também proprietário de uma pequena mercearia, Jürgen é uma espécie de "Nerd",mas sempre esta disposto a ajudar sua amiga, mesmo em situações difíceis, com aconselhamento e apoio. 
Na empresa mesmo tendo um inicio difícil, Lisa faz amigos. Pouco a pouco Lisa se torna indispensável, sendo notada por suas ideias e seu excelente desempenho no trabalho.
Com a convivência Lisa acaba se apaixonando perdidamente por David e no inicio mesmo sem perceber tal sentimento, David se aproveita de Lisa sempre tirado vantagem da situação e apesar de lhe ser fiel e encobri-lo em tudo, Lisa não aprova muitas de suas atitudes, principalmente nas muitas vezes em que ele é infiel a sua noiva.
Com o passar do tempo Lisa se torna indispensável na vida de seu chefe, e mais que uma relação de patrão-empregada, Lisa se torna a grande amiga de David, a quem ele confia cegamente.
Mesmo sem perceber David parte o coração de Lisa muitas e muitas vezes, com suas atitudes sempre impensadas ou suas confissões de aventuras que acabam por machucar Lisa.
O grande vilão da historia é Richard, filho da ambiciosa Sophie e irmão de Mariella,por tanto cunhado de David, Richard é um mau caráter,ambicioso,vingativo e deseja mais que tudo a presidência da empresa.
Durante o decorrer da historia ele planeja inúmeras formas de conseguir a presidencia e derrotar David,mas sempre acaba perdendo no final, e isso o faz odiar cada vez mais David e Lisa.
A Relação de David com Mariella cada vez se desgasta mais, Mariella é completamente apaixonada por David, mas ele sempre a magoa, e com o tempo ele rompe com ela.
O Que Lisa não esperava é que David também se apaixona por ela.
Nesse momento se descobre um grande segredo, Sophie revela que Richard na verdade é filho de Frederich e não de seu falecido marido, por tanto meio-irmão de David.
Richard então enxerga uma oportunidade de tomar conta da empresa, a solução seria acabar com seu meio-irmão.
Finalmente quando David se declara a Lisa, seu vingativo meio-irmão Richard o sequestra e quase o mata, o que deixa Lisa totalmente desesperada. Depois que se recupera, ele sofre uma lesão grave que deixa parecer impossível uma relação com Lisa. Em vez disso, ele decide velejar ao redor do mundo. Lisa se sente triste e abandonada, é, então, quando ela se aproxima mais de um jovem chamado "Rokko" Kowalski. Rokko trabalhava na Kerima Moda, mas nunca foi muito próximo de Lisa, apesar de sempre ter uma grande simpatia por ela. Quando os dois se aproximam, de imediato, ele se encanta por Lisa, e investe em seus sentimentos, os dois então começam a namorar e decidem se casar. David chega de viagem totalmente disposto a recuperar o amor de sua vida, mas tem uma desagradável surpresa, pois Lisa agora está com Rokko. David acorda bem na hora do seu transe para perceber que ele está prestes a perder para sempre a mulher de sua vida, David também faz um pedido de casamento a Lisa,mas ela recusa. Ela está decidida a casar-se com Rokko. No decorrer da historia, Lisa passa por uma "transformação" lenta, com a ajuda de varias pessoas como o estilista de moda Hugoo Has e até mesmo Mariella, ela torna-se cada vez mais bonita.
Sua transformação consiste em primeiro mudar sua postura, depois muda suas roupas, seus óculos,aprende melhor a como ser uma "dama" e finalmente tira seu aparelho dentário. Ela também se torna mais segura de si como mulher. Como a empresa vai mal, o conselho diretivo decide que Lisa deve ser a nova presidente da Kerima Moda, ela aceita o cargo e passa então a dirigir a empresa.

No dia do casamento, estão todos na igreja incluindo Mariella que encontrou um novo amor e se tornou amiga de Lisa, enquanto isso David tenta mais uma vez recuperar Lisa e sai correndo em direção a igreja, mas ao chegar la, quem o espera é Richard que tem uma arma e uma bomba, enquanto isso durante a cerimonia dentro da igreja,Lisa hesita antes de dizer sim. Quando a cerimônia é interrompida por um tiro disparado por Richard na tentativa de matar David,e na possibilidade de perde-lo para sempre,ela percebe que ainda o ama.Richard é preso. Lisa então rompe com Rokko na frente de todos, e imediatamente aceita se casar com David,ali mesmo,depois do casamento,os dois partem no Veleiro de David para o Hawai em Lua-de-mel.

### Segunda temporada
Na segunda temporada o protagonista é Bruno Lehmann, meio-irmão de Lisa, que depois de escapar de sua cidade, chega a Berlim para finalmente conhecer seu pai Bernd. Assim como sua irmã (que agora vive com David em outra cidade) ele consegue um emprego na Kerima Moda e também se sente exatamente como ela se sentia: "Um peixe fora d'água". Ele se apaixona por uma jovem mulher casada chamada Nora Lindbergh, que é designer da empresa. Quando ele finalmente consegue conquistar o coração dela, ela reconhece que na realidade vê nele apenas a memória de seu falecido grande amor. Ela se separa de seu marido mau-caráter e volta para a Itália para se reconciliar com seu passado. 
Um pouco mais tarde, volta a novela Hannah Refrath, uma jovem e talentosa designer da primeira temporada (ela era uma das amigas de Lisa na empresa e deixa a novela no final da primeira temporada).
Bruno inicialmente se apaixona por Hannah, mas os dois não conseguem ficar juntos.
Enquanto isso, ele se casa com Kim Seidel, a irmã mais nova de David. Quando Bruno e Kim  se casam, Bruno percebe, no entanto, que seu coração realmente pertence a Hannah, e ele até tenta sair fora deste casamento. Kim tenta fazer de tudo para não perder o marido, então ela finge suicídio para tentar salvar seu casamento, mas o perigo acaba se tornando real. Ela, então, confessa a Bruno, que está grávida dele. 
Hannah, em seguida, libera-o para estar lá com seu filho. Mas Bruno logo descobre que Kim mentiu para ele, e que seu ex-marido Paolo é de fato o pai de seu filho. Ele se separa novamente. Enquanto isso, Hannah decidiu ir para Los Angeles com seu novo amigo Jan , no entanto, ela volta a Berlim ao perceber o quanto ama ele, no final os dois se casam.

A Portão de Brandemburgo, monumento de Berlin, cenário da telenovela

## Personagens
- Lisa Plenske

Timida, corajosa, romântica e de personalidade, Lisa foi criada por seus pais de uma maneira tradicional e amorosa, se formou com louvor e é bastante inteligente, sua aparência física não a favorece muito. Ela se apaixona por seu chefe logo no inicio da historia e se dedica a trabalhar para ser notada. David só tem olhos para sua noiva Mariella, além de suas aventuras com outras mulheres. Com a ajuda de seu melhor amigo, Jürgen(dono de uma pequena mercearia e corretor da bolsa em seu tempo livre), Lisa salva a Kerima da falência através de bons investimentos. Ela se torna a acionista majoritária e, aliás, a diretora presidente. Mariella se apaixona por um arquiteto e deixa a cidade com ele. É quando David toma consciência de seus sentimentos por sua assistente, ele é sequestrado por seu meio-irmão e inimigo, Richard. Enquanto isso, aparece Rokko, que chega para cuidar da comunicação dentro da empresa. Rokko se encanta por Lisa e investe em seus sentimentos, que desiludida com David começa a namorar com ele, com o tempo aceita a sua proposta de casamento. Ao longo da historia passa por uma transformação lenta e se torna uma linda mulher. No entanto, um evento pode mudar radicalmente o seu destino. 
- David Seidel

Rico, bonito, mulherengo e inteligente, David Seidel é filho do dono da Kerima e também torna-se o novo diretor presidente. Acostumado sempre a ter tudo o que quer, ele é noivo de Mariella, seu melhor amigo é Max e seu inimigo mortal é o ambicioso(e também seu cunhado e meio-irmão) Richard. Logo no inicio ele imediatamente atrai a atenção de Lisa. No decorrer da historia junto a Lisa ele salva a empresa diversas vezes e Lisa por sua vez salva a vida de David diversas vezes e ele vê Lisa como sua melhor amiga ou seu anjo da guarda. No entanto, quando rompe com Mariella, ele percebe que está apaixonado por Lisa, mas já é tarde demais, porque ela vai se casar com Rokko. Então, ele também decide pedir a mão de Lisa em casamento, mas Lisa responde que está feliz com Rokko. No entanto, ressurgem antigos sentimentos e Lisa finalmente se casa com David, deixando Rokko.
- Mariella Von Brahmberg

Linda, fútil e mimada mas no fundo de bom coração, ela é no início da primeira temporada a noiva de David. Mariella é a irmã mais nova de Richard e filha da ambiciosa Sophie. No inicio não gosta muito de Lisa, porque sente que ela acoberta David em tudo e também sente ciúmes por seu noivo passar mais tempo com sua assistente do que com ela. Apaixonada por David,ela faz de tudo para se casar com ele, mas o seu casamento está em apuros. Apesar de todos os seus esforços, David parece não perceber e continua a gastar todo o seu tempo com Kerima e em diversões com outras mulheres, gradualmente abandonando Mariella. A data do casamento é sempre rejeitada ou adiada. Então ela é seduzida por Lawrence Von Der Lohe, um arquiteto. Ela continua a vê-lo secretamente, mas um dia, quando ela já não podia mais suportar, rompe com David e muda-se com Lawrence. Ela retorna mais tarde para o casamento de Lisa e Rokko(na realidade David) e ajuda na transformação de Lisa, que alias, tornam-se boas amigas.
- Sabrina Hofmann

Bonita, loira e um pouco "burra", Sabrina é a melhor amiga de Mariella e recepcionista da Kerima Moda. Despreza Lisa, pois Lisa conseguiu o cargo que ela almejava(assistente da presidência). Ela tem um caso com Richard e se torna sua noiva, mas ela não se dá bem com Sophie, a mãe de Richard. Eventualmente, ela fica grávida de Julien, mas Richard, violento, a faz perder o bebê.
- Richard Von Brahmberg

Mau caráter,ambicioso,desprezível e violento, é o filho mais velho de Sophie,irmão de Mariella e durante o decorrer da história descobre-se que é também meio-irmão de David e filho de Friedrich(para o espanto deste último). Ele e David são inimigos,porque ele também ambiciona o cargo de diretor presidente da Kerima que David.É por isso que ele sempre tenta prejudicar David,tentando mata-lo varias vezes durante a novela. Odeia Lisa por sempre ajudar David. Mais tarde é detido pela Polícia, graças à Lisa.
- Helga Plenske

É a mãe de Lisa e esposa de Bernd. É sempre rápida para cuidar de sua família, pois está desempregada. Após a partida de Agnes, ela vai trabalhar na cafeteria da Kerima Moda.
- Bernd Plenske

É o pai de Lisa e marido de Helga. No inicio trabalha em uma empresa, mas logo perde o emprego. Lisa tenta de tudo para arranjar-lhe um trabalho na Kerima mas sem sucesso. Encontra trabalho na com Friedrich Seidel. É também muito atento a Lisa e a sua família,o que muitas vezes o torna chato por ser muito protetor. Tem um outro filho chamado Bruno que aparece na segunda temporada.
- Laura Seidel

Esposa de Friedrich Seidel, Laura foi uma importante estilista. Ela tem dois filhos: David e Kim. Quando nasce David, ela continua com seu trabalho. Mas no nascimento de Kim,ela para de trabalhar. No entanto, ela realmente quer retomar seu trabalho. Ela tem um affair com seu professor de academia John Fucks. O divórcio parece algo que cerca ela e seu marido.
- Friedrich Seidel

Marido de Laura Seidel e pai de Kim e David,funda a Kerima Moda junto com Claude Von Brahmbergh. Foi também o diretor presidente antes de se aposentar e deixar seu filho David a frente da empresa. No entanto, é impossível para ele parar de pensar sobre os negócios. Ele, então, retoma as suas funções após a saída de Lisa, David e Richard. Durante a história ele descobre que é o verdadeiro pai de Richard,ja que no passado teve um caso com Sophie,na época mulher de seu finado melhor amigo,Claude.
- Max Petersen

É o diretor de recursos humanos da Kerima Moda. Melhor amigo de David,Max é casado com Yvonne e tem filhos.
- Yvonne Petersen

É uma amiga de infância de Lisa,que a reencontra quando esta vai trabalhar na Kerima Moda. Elas se dão muito bem. Yvonne casou-se com Max Petersen e é apaixonada por ele. Ela tem uma filha: Barbel. Na segunda temporada, ela engravida de gêmeos.
- Jürgen Decker

É timido,tem uma pequena loja,inteligente e é um amigo de infância de Lisa. Após encontrar acidentalmente com ele no inicio da historia, Lisa passa a visitar frequentemente sua loja. Eles são os melhores amigos. Ela sempre lhe confidencia muitas vezes sobre o mesmo tema: David. Eles até fingem ser namorados por um tempo. No lado do amor,Jürgen é seduzido por Sabrina e se apaixona perdidamente por ela, ela por outro lado faz dele um brinquedo para seu beneficio proprio para roubar dinheiro e fazer ciumes em Richard.
- Sophie Von Brahmberg

É a esposa do falecido Claude Von Brahmberg, co-fundador da Moda Kerima. Ela tem uma estreita relação com seu filho, Richard. Tenta de todas as maneiras competir com Laura Seidel. Ambiciosa, ela também irá assumir funções na companhia da sua família trazendo um monte de problemas à Lisa. No passado teve um caso com Friedrich que gerou Richard.
- Hugo Haas

É o estilista da Kerima Moda. É o marido de Betty, falecida em um acidente de carro. Hugo entra em depressão e perde toda a sua inspiração. Ele ainda tenta cometer suicídio. Felizmente, Lisa, Davi, Nina e os outros vão ajudar a passar este momento difícil.No começo julga Lisa por sua aparência,mas com o tempo aprende a gostar dela.
Apesar de ser considerado um pouco "fresco" e ter um lado feminino aflorado, Hugo é um pouco contraditorio sobre sua sexualidade,ja que era casado com uma mulher.
- Agnes Hetzer

Trabalha na lanchonete da Kerima há muito tempo. Incentiva Lisa a trabalhar na empresa,se torna amiga dela e ajuda-a nos momentos difíceis. Durante a trama,Agnes conhece Boris, um jovem cozinheiro. Eles se apaixonam e vão viver juntos.
- Nina Pietsch

É a mãe de Timo. Criou seu filho sozinha após o divórcio. É a primeira assistente do departamento criativo da empresa,e torna-se também diretora artistica.É a melhor amiga de Hugo.
- Timo Pietsch

É o filho de Nina. Trabalha como mensageiro na Kerima. Se apaixona por Kim, mas as diferenças financeiras vão os separar, já que ela é rica e dona da empresa e ele é pobre.
- Kim Seidel

É a filha mais nova de Laura e Friedrich,irmã de Davi. Ela cresceu em meio a riqueza, acostumada com o luxo. Tem um affair com Timo, mas será muito complicado já que ele é pobre. Na segunda Temporada ganha mais destaque e se apaixona por Bruno.
- Rokko Kowalski

É um bom rapaz,correto com suas coisas,que nao dar muito valor para aparência externa das pessoas,Se apaixona por Lisa e investe em seus sentimentos. Lisa aceita namorar com ele e futuramente casar, o que David não suporta. Enquanto se prepara para casar-se com Lisa, ela lembra de David e o deixa no altar.
- Hannah Refrath

É doce, timida e um pouco atrapalhada, ela é aprendiz de cabeleireira na Kerima. Melhor amiga de Kim e Timo, o que causa conflitos entre eles, já que ela fica no "fogo cruzado" dessa relação. Ela tem um affair com o fotógrafo Mark Troyan e sai da historia. Na segunda temporada ganha mais destaque e se torna protagonista junto a Bruno. Ela se apaixona por Bruno e ele por ela, o que causa muitos conflitos já que é amiga de Kim,e na altura em que retorna a Kerima esta é a esposa de Bruno.
- Bruno Lehmann

De bom coração, inocente e muito atrapalhado. É o Filho extra-conjugal de Bernd, chega a Berlin a procura do pai e de um emprego, graças a sua meia-irmã Lisa consegue um trabalho na Kerima, mas assim como sua irmã se sente um peixe fora 'água no inicio da funçao
Se envolve com varias mulheres entre elas Kim Seidel, com quem chega a se casar, mas é com Hannah que ele experimenta o verdadeiro amor. No final se casa com Hannah.

## Elenco
| Ator                   | Personagem                      |
| ---------------------- | ------------------------------- |
| Alexandra Neldel       | Elisabeth "Lisa" Plenske        |
| Mathis Künzler         | David Seidel                    |
| Bianca Hein            | Mariella Von Brahmberg)         |
| Volker Herold          | Bernd Plenske                   |
| Ulrike Mai             | Helga Plenske                   |
| Wilhelm Manske         | Friedrich Seidel                |
| Olivia Pascal          | Laura Seidel                    |
| Hubertus Regout        | Hugo Haas                       |
| Gabrielle Scharnitzky  | Sophie von Brahmberg            |
| Susanne Szell          | Agnes Hetzer                    |
| Nina-Friederike Gnädig | Sabrina Hofmann                 |
| Stefanie Höner         | Inka Pietsch                    |
| Karim Köster           | Richard Von Brahmberg           |
| Alexander Sternberg    | Maximilian "Max" Petersen       |
| Laura Osswald          | Hannah Lehmann                  |
| Matthias Dietrich      | Timo Pietsch                    |
| Oliver Bokern          | Jürgen Decker                   |
| Lara-Isabelle Rentinck | Kimberly Frederike "Kim" Seidel |
| Bärbel Schleker        | Yvonne Petersen                 |
| Manuel Cortez          | Robert Konrad "Rokko" Kowalski  |
| Tim Sander             | Bruno Lehmann                   |
| Julia Malik            | Nora Lindbergh                  |
| Alexandra Seefisch     | Doreen Vogel                    |
| Thorsten Feller        | Paolo Amendola                  |
| Matthias Gall          | Sven Lindbergh                  |
| Anja Thiemann          | Theresa Maria Funke             |
| Susanne Szell          | Lotte Hetzer                    |
| Daniel Roesner         | Luis Rothenburg                 |
| Yvonne Hornack         | Peggy Refrath                   |
| Björn Harras           | Tobias Refrath                  |
| Dirk Schoedon          | René Refrath                    |
| Igor Jeftic            | Jan Rothenburg                  |

### Participações Especiais
| Ator               | Personagem                    |  |
| ------------------ | ----------------------------- |  |
| Lilli Anders       | Ariane Sommerstädt            |  |
| Claudia Weiske     | Gabriele Kamps                |  |
| Susanne Berckhemer | Britta Haas                   |  |
| Clayton Nemrow     | Lars van der Lohe             |  |
| Gabriele Metzger   | Traudl Decker                 |  |
| Jean-Marc Birkholz | Marc Trojan                   |  |
| Roman Rossa        | Viktor Karski                 |  |
| Shai Hoffmann      | Alexander "Alex" Greifenhagen |  |
| Matthias Rott      | Boris Wudtke                  |  |
| Axel Röhrle        | Olaf Kern                     |  |
| Ina Rudolph        | Katarina Dorn                 |  |
| Nora Düding        | Angelina Martens              |  |
| Dieter Bach        | Johannes Fuchs                |  |
| Peter Raffalt      | Martin König                  |  |
| Katharina Koschny  | Doris Lehmann                 |  |
| Axel Scholtz       | Meister Pöhnke                |  |
| Kristina van Eyck  | Tante Carlotta Amendola       |  |
| Roberto Guerra     | Roberto Donatelli †           |  |
| Maike Jüttendonk   | Judith Haake                  |  |
| David C. Bunners   | Maurice Maria Ming            |  |
| Mirjam Heimann     | Susanne "Susi" Breuer         |  |
| Roberto Guerra     | Giorgio Donatelli             |  |
| Claudio Maniscalco | Luigi                         |  |